# Jewgienij Zimin
Jewgienij Zimin (ros. Евгений Владимирович Зимин, ur. 6 sierpnia 1947 w Moskwie, zm. 28 grudnia 2018 tamże) – radziecki i rosyjski hokeista, trener oraz komentator sportowy, dwukrotny mistrz olimpijski oraz trzykrotny mistrz świata. Zmarł w Moskwie, 28 grudnia 2018 roku na atak serca.